# آلبرتو گومس (بازیکن اهل اروگوئه)
آلبرتو گومس (اسپانیایی: Alberto Gómez‎؛ زادهٔ ۱۰ ژوئن ۱۹۴۴) بازیکن فوتبال اهل اروگوئه است.
از باشگاه‌هایی که در آن بازی کرده‌است می‌توان به باشگاه فوتبال لیورپول (مونته‌ویدئو) اشاره کرد.
وی همچنین در تیم ملی فوتبال اروگوئه بازی کرده‌است.